# Гаскелл (Оклахома)
Гаскелл (англ. Haskell) — місто (англ. town) в США, в окрузі Маскогі штату Оклахома. Населення — 1626 осіб (2020).

## Географія
Гаскелл розташований за координатами 35°49′8″ пн. ш. 95°40′49″ зх. д. / 35.81889° пн. ш. 95.68028° зх. д. (35.818966, -95.680398).  За даними Бюро перепису населення США в 2010 році місто мало площу 13,09 км², з яких 12,98 км² — суходіл та 0,11 км² — водойми.

## Демографія
Згідно з переписом 2010 року, у місті мешкало 2007 осіб у 760 домогосподарствах у складі 560 родин. Густота населення становила 153 особи/км².  Було 890 помешкань (68/км²).
Расовий склад населення:
| - 65,7 % — білих - 13,1 % — корінних американців - 9,4 % — чорних або афроамериканців - 1,1 % — осіб інших рас |

До двох чи більше рас належало 10,6 %. Частка іспаномовних становила 2,1 % від усіх жителів.
За віковим діапазоном населення розподілялося таким чином: 26,5 % — особи молодші 18 років, 57,2 % — особи у віці 18—64 років, 16,3 % — особи у віці 65 років та старші. Медіана віку мешканця становила 36,6 року. На 100 осіб жіночої статі у місті припадало 92,2 чоловіків;  на 100 жінок у віці від 18 років та старших — 88,3 чоловіків також старших 18 років.
Середній дохід на одне домашнє господарство  становив 42 686 доларів США (медіана — 32 244), а середній дохід на одну сім'ю — 46 097 доларів (медіана — 41 974). Медіана доходів становила 35 648 доларів для чоловіків та 30 603 долари для жінок. За межею бідності перебувало 28,3 % осіб, у тому числі 37,1 % дітей у віці до 18 років та 19,1 % осіб у віці 65 років та старших.
Цивільне працевлаштоване населення становило 729 осіб. Основні галузі зайнятості: освіта, охорона здоров'я та соціальна допомога — 28,5 %, роздрібна торгівля — 17,1 %, виробництво — 14,1 %.